# Komárom
Komárom (slovensky Komárno, německy Komorn, historicky maďarsky Új-Szőny a hovorově někdy Dél-Komárom „Jižní Komárno“) je pohraniční okresní město na severozápadě Maďarska v okrese Komárom v župě Komárom-Esztergom. V Komáromu žije přibližně 20 tisíc obyvatel a je zde významný říční přístav na Dunaji. Se svým slovenským jmenovcem na protějším břehu je město spojeno železničním a silničním mostem.
Ve městě žije romská, německá a ukrajinská menšina, které zde mají své menšinové organizace.

## Název
O původu názvu Komárom neexistuje žádný všeobecně přijímaný závěr. Podle v Maďarsku nejpopulárnější teorie je název slovenského původu (od slova komár). Na to odkazuje fakt, že v lužních lesích okolo města žijí a vždy žili komáři ve velkém počtu. Podle jiné teorie pochází název z latiny, a to ze slova Camarum, resp. od aurum a podle anonymní kroniky mohlo přijít i ze slova cumanus. 

## Přírodní poměry a poloha
Město leží v severozápadním Maďarsku, u hranic se Slovenskem na pravém břehu Dunaje, který jej odděluje od slovenského Komárna. Vzniklo v původně záplavové oblasti, z jihovýchodní strany města jsou patrná slepá ramena veletoku. 
Komárom leží 75 km severozápadně od Budapešti, 88 km jihovýchodně od Bratislavy a 63 km jižně od Nitry.

## Klimatické poměry
Nejteplejším měsícem je zde červenec, ročně zde je 2000 hodin slunečního svitu a množství srážek se pohybuje kolem 550–600 mm. V Komáromu byly naměřeny také tři nejvyšší denní maximální teplotní rekordy v Maďarsku. V roce 1992, konkrétně dne 26. srpna, to bylo 38,6 °C, dne 28. srpna potom 38,7 °C a dne 29. srpna 38,8 °C . Během letních měsíců se často vyskytují intenzivní, ale krátké deště a bouřky, proto je množství srážek vysoké. Převládající směr větru je západní až severozápadní.
Lokalita Komáromu (a i slovenského Komárna) je jednou z mála, která je v oblasti Panonské nížiny seismicky aktivní.

## Historie
V lokalitě dnešní obce Szőny se nacházela římská osada s názvem Brigetio, která byla v první polovině 21. století předmětem archeologických průzkumů.
V místě dnešního maďarského Komárna existovala osada již v 11. století. V dnes obou oddělených městech byla po pádu Budína budována opevnění pro případ dalšího tureckého útoku směrem na západ na Vídeň. Menší část z nich se nachází dnes v maďarském Komáromu. Jedná se o fort Csillág na východním okraji města a o fort Monoštor na straně západní. Obě byly součástí fortifikačního systému. Turci dosáhli Komáromu v roce 1594. Zničili dnešní slovenskou část města. V polovině 17. století došlo k přestavbě a rozšíření obou fortifikačních staveb na dnešním maďarském území.

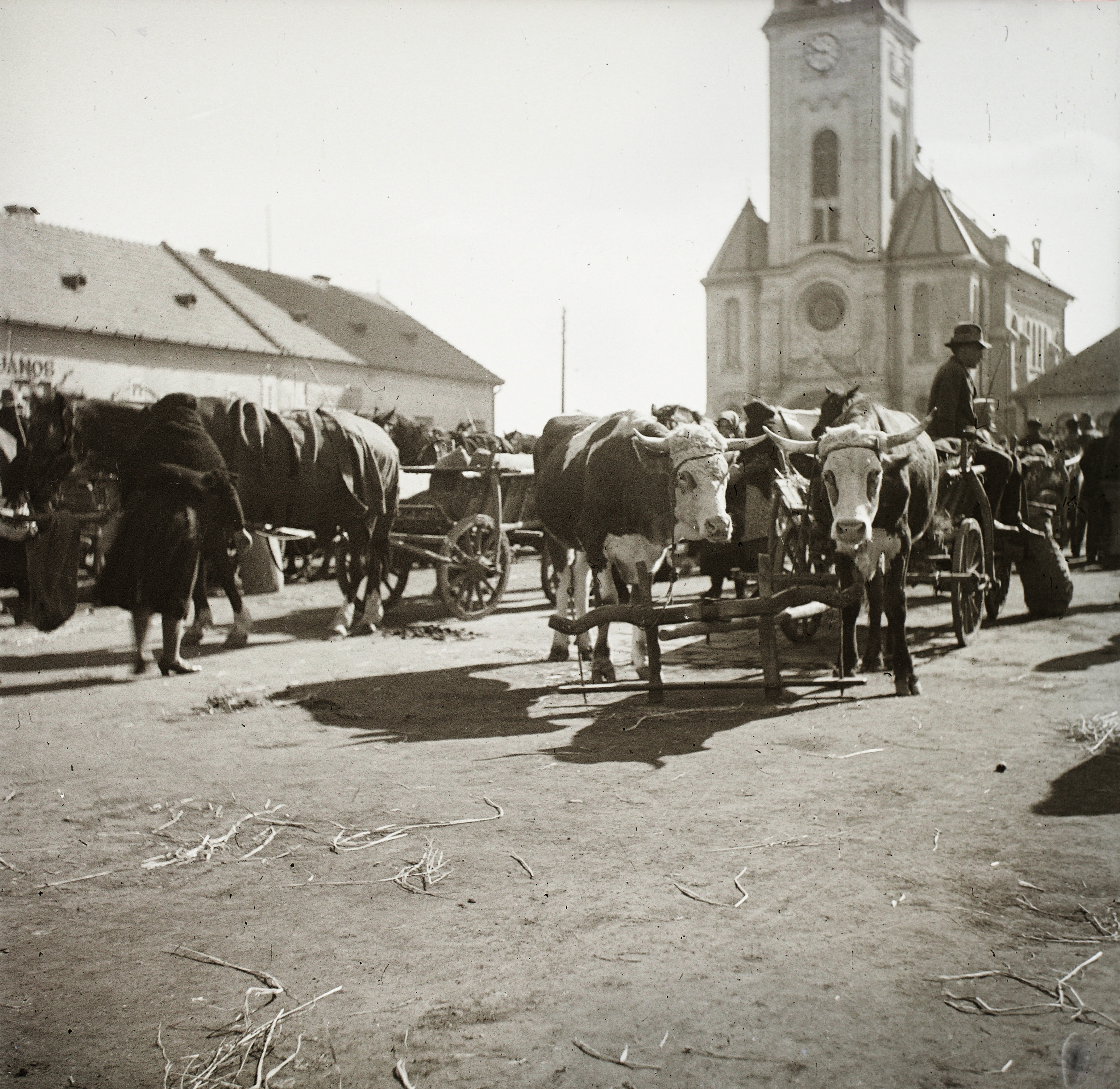
Jókaiovo náměstí v centru města v roce 1939.

V létě 1763 utrpělo město vážné škody po mohutném zemětřesení, které si zde vyžádalo přes 80 mrtvých. V roce 1777 se obec na pravém břehu Dunaje odtrhla od nedaleké vesnice Szőny a vznikla nová obec Új Szőny, z níž se později stalo dnešní maďarské město Komárom. V roce 1856 sem byla z Győru přivedena železnice. Další tratě poté vznikaly v nadcházejících desetiletích; spojení sem bylo vybudováno např. také z Székesfehérváru. První vlaštovkou transformace vesnice na předměstí Komárna (dnes na území Slovenska) byl vznik železniční kolonie. 
Na mapách třetího vojenského mapování jsou tyto dvě dobře patrné (trať do Ostřihomi vznikla nejspíše později). Patrný je také přístav a zástavba, která kromě hlavní třídy se rozšiřovala i dále směrem k Dunaji. Alžbětin most přes uvedený veletok byl otevřen roku 1892, což dále propojilo původní osadu s městem.
Újszőny bylo do roku 1896 administrativně samostatné předměstí samotného historického města Komárno, ležícího dnes za maďarskými hranicemi na Slovensku a v maďarštině je pro odlišení označováno jako Rév Komárom. Na rozdíl od osady Újszőny nebylo Komárno součástí Komárenské župy, ale mělo v rámci Uherska zvláštní postavení municipálního města, přestože bylo zároveň správním centrem této župy. Roku 1896 bylo Újszőny připojeno ke Komárnu, s nímž bylo zároveň propojeno nově vybudovaným Alžbětiným mostem a od této doby se začalo na jižní straně město rozvíjet. Stalo se místní částí Komárom-Újváros (Nové město). Rozvoj byl nicméně skromný. Postavena zde byla základní škola, kasárna a některé závody.
Po první světové válce se zdejší úsek Dunaje stal státní hranicí mezi Maďarskem a nově vzniklým Československem. Československo rozmístilo velmi záhy po přislíbení tohoto území do Komárna vojsko, na což Maďarsko reagovalo vojenským útokem. Trianonská smlouva následně hranice přesněji definovala, včetně mezinárodního uznání. 
V roce 1921 následník rakousko-uherského trůnu Karel I. přicestoval ze Šoproně do Komáromu s cílem uchvácení moci, jeho cesta však skončila nedaleko od Budapešti. Komárom se za něj nicméně jako jedno z mála měst postavilo.
Od roku 1923 byl Komárom sídlem stejnojmenné župy, jejíž původní centrum zůstalo za hranicí v Československu. Vzhledem k tomu  rozhodla maďarská vláda v roce 1928 o poskytnutí půjčky městu na jeho další rozvoj. Zahájena byla rozsáhlejší výstavba a přestavba původního předměstí (podobný případ je Český Těšín) do podoby plnohodnotného města. Polnosti byly rozparcelovány a vznikla uliční síť (drtivá většina uliční sítě zde vznikla právě v meziválečné době). Roku 1920 sem byla zavedena elektřina a v roce 1927 vodovod. Přibyly také nové úřední budovy; radnice, policejní ředitelství a finanční úřad. V roce 1930 se stal Komárom také okresním městem. Hudební škola a nová nádražní budova vznikly roku 1937.
Po první vídeňské arbitráži, kdy bylo slovenské jižní pohraničí připojeno k Maďarsku, byl Komárom opět administrativně sloučen s Komárnem do jednoho města. Během druhé světové války byl Komárom zasažen několika leteckými útoky, především s cílem zničit ropná zařízení a železnici a mosty přes Dunaj. K prvnímu bombardování došlo dne 2. července 1944. Na podzim téhož roku se útoky dále intenzifikovaly. Dne 7. října bylo ze vzduchu napadeno nádraží a jeho okolí, 14. října byl potom cílem železniční most. Na jaře 1945 se uskutečnily další nálety. Během druhé světové války bylo z Komáromu odvezeno několik stovek Židů do koncentračních táborů. Likvidováni byli i političtí odpůrci režimu Šípových křížů, včetně. Gaspára Alapyho, meziválečného starosty Komáromu. Město bylo osvobozeno 31. března 1945 Rudou armádou. Po válce byly obnoveny původní hranice Československa a Komárno bylo opět rozděleno na slovenskou a maďarskou část. 
Správní reformou roku 1950 přišel Komárom o status župního střediska, neboť zbylé maďarské části žup Komárom a Ostřihom byly sloučeny do jediné župy Komárom s novým sídlem v hornickém městě Tatabánya. Přesto i v poválečné době rozvoj Komáromu pokračoval, maďarská vláda iniciovala program výstavby bytových a později panelových domů jižně od historického středu původního předměstí. Výstavba pokračovala hlavně východním směrem, kde byl dostatek místa. Kromě vyšších domů se jednalo i o nižší dvou- až čtyřpatrové jednotky. Dislokovány zde byly rovněž i jednotky Sovětské armády, které zde měly svůj muniční sklad. V roce 1956 nedošlo během revolučních událostí v Maďarsku v Komáromu k žádným ozbrojeným akcím. V 60. letech byly v blízkosti města také nalezeny termální prameny. Při vrtu pro zdroj vody pro nový závod vytryskl pramen o teplotě 62 °C.
V roce 1983 ztratil Komárom statut okresního města v souvislosti s maďarskou správní reformou. Roku 2013 byl okres Komárom opět obnoven, ale v podstatně menším rozsahu.
Od roku 1990 má Komárom napojení na dálnici. Po přelomu tisíciletí byl na okraji města založen průmyslový park a v centru města bylo otevřeno několik nákupních center a supermarketů. Město v letech 2002, 2006 a 2013 ohrožovaly povodně, které si vyžádaly přerušení provozu železniční dopravy (trať je vedena přímo po břehu Dunaje). Od roku 2007 do jisté míry ztratila význam i státní hranice se Slovenskem, neboť se obě země staly součástí Schengenského systému.

## Kultura a turistika

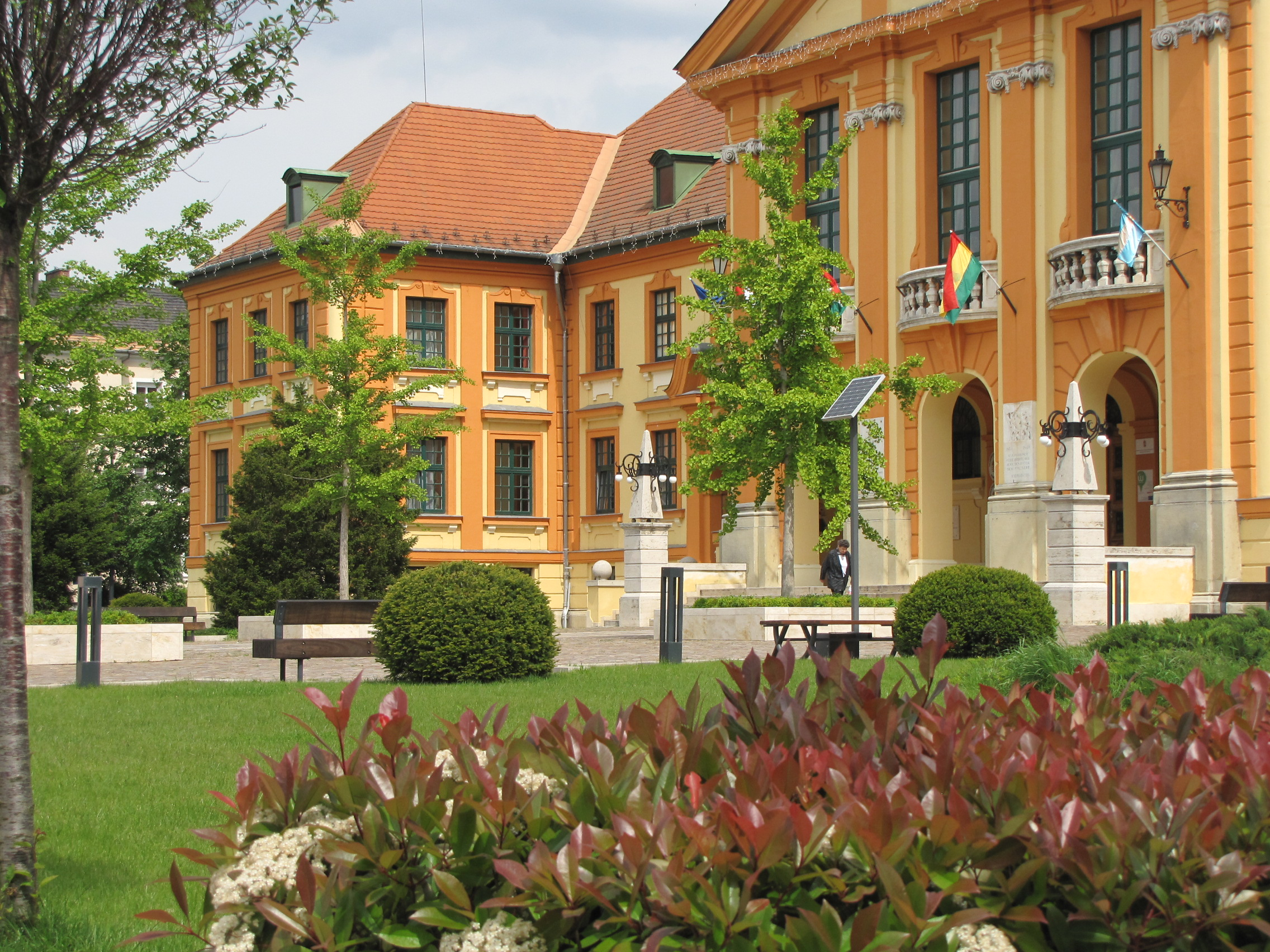
Budova radnice.

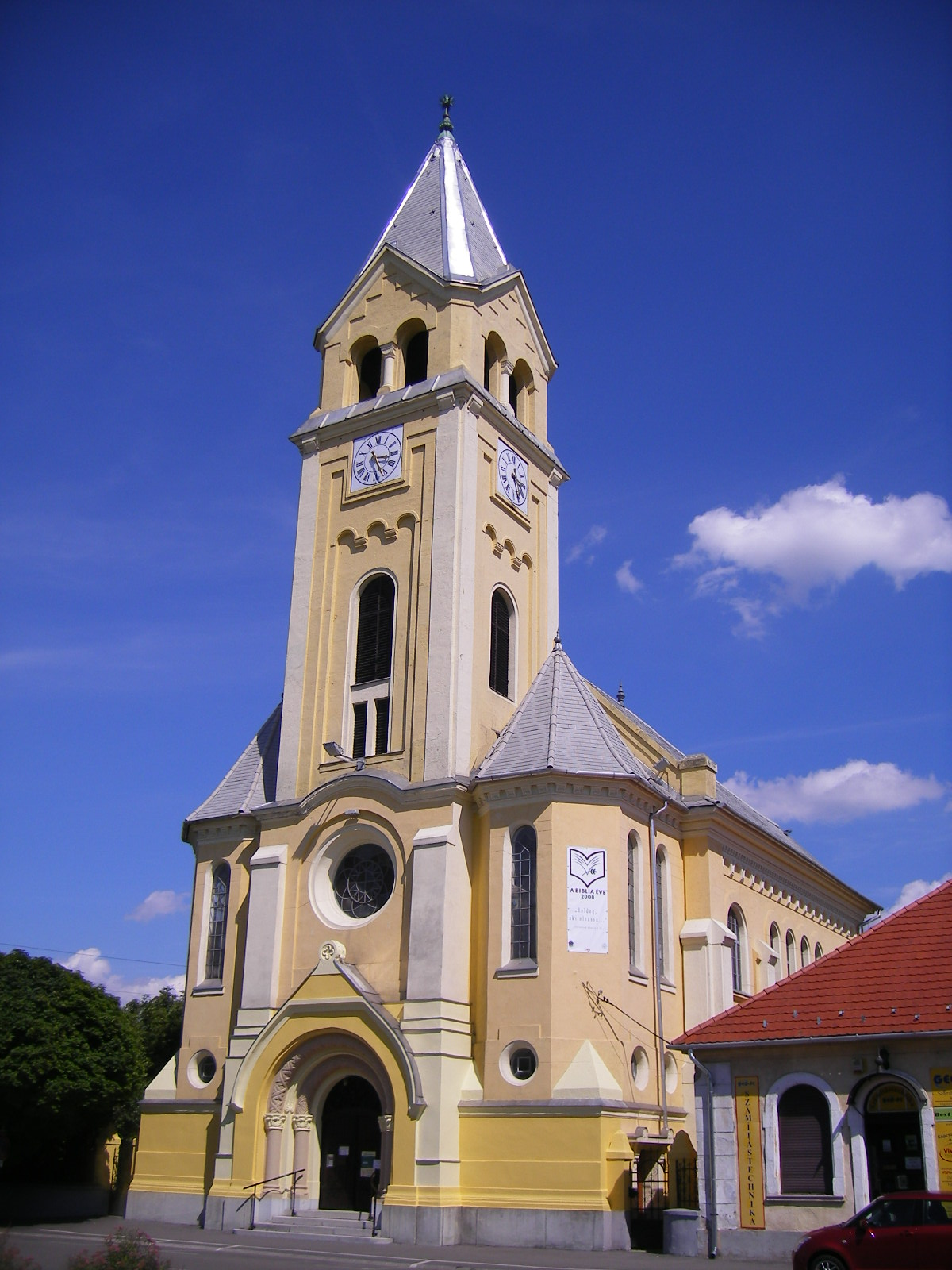
Reformovaný kostel.

Mezi nejvýznamnější kulturní památky v Komáromu patří Fort Csillág a Fort Monoštor, dvě součástí původně protitureckého opevnění. V jedné z nich je umístěno muzeum vojenské techniky.
V centru města se na Jókaiově náměstí (maďarsky Jókai tér) nachází reformovaný kostel, který byl dokončen roku 1747. Kromě toho tu stojí také kostel sv. Štěpána, známý také jako malý kostel (maďarsky Kis templom).
V Komáromu se nachází také Zámek Gyürky, který byl postaven před první světovou válkou a patřil rodině Gyürkyů. Dále zde stojí barokní kostel ze 70. let 18. století. Dnes v něm sídlí zdravotnické zařízení.
Od roku 1996 je zde rovněž umístěno muzeum György Klapky. Jeho součástí je řada expozic, včetně expozice maďarského námořnictva a obchodního loďstva. Od roku 1977 má Komárom i svojí galerii.
Socha turula byla vztyčena v roce 2012 uprostřed kruhového objezdu na křižovatce silnic 1 a 13 k výročí podepsání Trianonské mírové smlouvy a rozdělení města. Socha byla postavena z veřejných darů.

## Průmysl
V Komáromu byla továrna finské společnosti Nokia. Byla založena v roce 1999 (výroba zahájena začátkem 2000) a za tu dobu se v ní vyrábělo mnoho modelů, například Nokia 6300, nebo dotyková Nokia 5800. 26. ledna 2009 v ní byla vyrobena stříbrná Nokia N79, která byla pětistým miliontým kusem vyrobeným v této továrně. Továrna byla uzavřena kolem roku 2012, kdy Nokia prodala svojí mobilní divizi Microsoftu.
Sídlí zde také maďarská pobočka jihokorejské firmy SK On Hungary, která s maďarskou vládní podporou vyrábí baterie. 

## Doprava

### Silniční

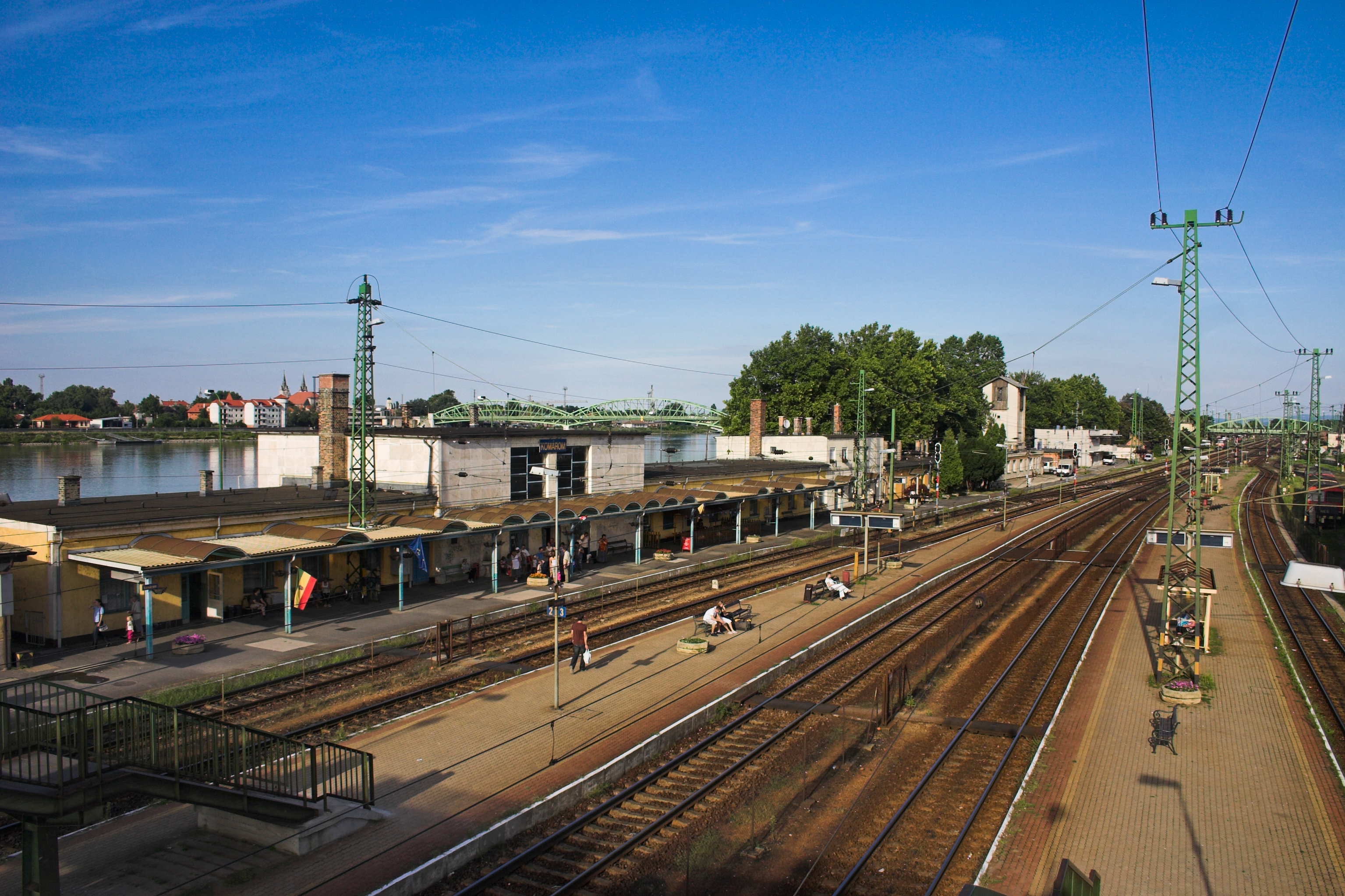
Železniční stanice.

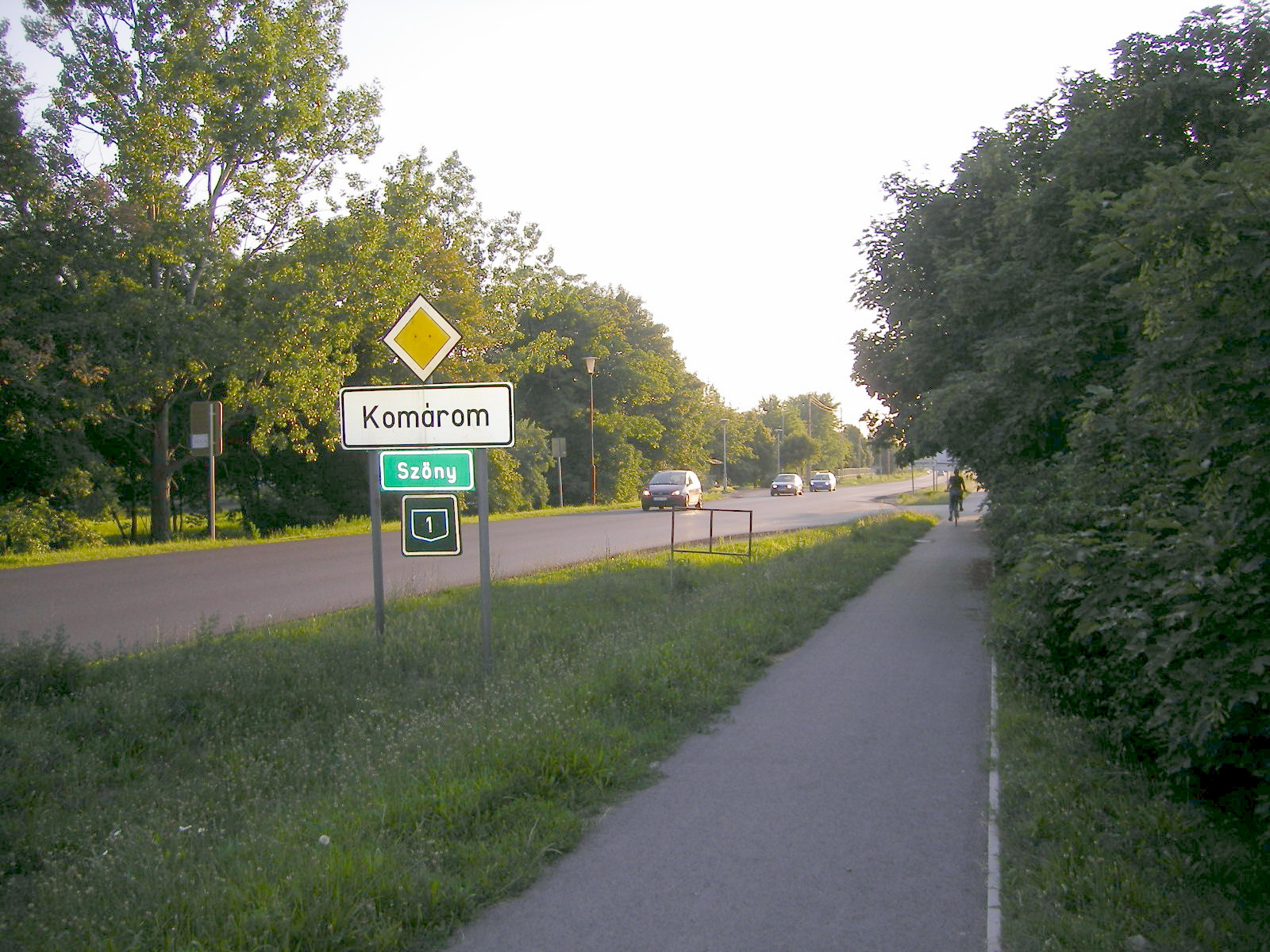
Hranice města.

Město je mosty přes Dunaj propojeno se severním Komárnem, které se nachází na slovenském území. Jižně od města se nachází dálnice M1, která spojuje Budapešť s Vídní a Bratislavou. V její trase je vedena silnice celostátního významu č. 1, která vede mimo jiné také do Győru (historického středu města) a do Tatabányi. Jedná se o starou silnici z Budapešti do Vídně. Předpokládána byla rovněž i výstavba dálnice z Komáromu dále na jih, projekt byl roku 2008 zrušen. Podařilo se naopak ale o deset let později postavit nový most přes Dunaj na slovenské území a zlepšit tak dopravní propojenost obou měst. Jeho výstavbu financovala Evropská unie. Z něj dále potom budou postaveny další komunikace, které jej mají lépe napojit na okolní hlavní tahy.

### Železniční
Hlavní železniční trať, která prochází Komáromem, je trať Budapešť – Hegyeshalom – Rajka, jedna z klíčových maďarských tratí. Je vedena po samotném břehu Dunaje a je napojena na místní přístav. hlavní nádraží leží blízko nákladového.
Nádraží je také příjezdovou stanicí vlaků na železniční trati Ostřihom-Almásfüzitő. Z maďarského Komáromu také odbočuje přes Dunaj do Nových Zámků regionální železniční trať na Slovensko. 

### Vodní
Přístav na Dunaji nebyl více využíván až do roku 2015. Poté byla ohlášena jeho plánovaná rekonstrukce. Pro turistickou dopravu má význam malé přístaviště u pevnosti Monostor.

## Školství
V Komáromu se nachází gymnázium Móra Jókaie.

## Známé osobnosti
- Béla Zsolt, spisovatel a novinář.
- György Tarr, stříbrný olympijský medailista
- Peter Sidi, sportovní střelec a střelec z kuše
- Péter Csonka, fotograf přírody
- Barnabás Dukay, skladatel

## Partnerská města
- Komárno, Slovensko
- Lieto, Finsko
- Naumburg , Německo
- Juddendorf-Strassengel, Rakousko
- Sebeș, Rumunsko
- Sosnovec, Polsko